# (Pronounced 'Lĕh-'nérd 'Skin-'nérd)
(Pronounced 'Lĕh-'nérd 'Skin-'nérd) é o álbum de estreia da banda estadunidense Lynyrd Skynyrd, lançado em 1973, e traz algumas das canções mais famosas da banda, como "Tuesday's Gone", "Simple Man" e "Free Bird", que tornou a banda famosa nos Estados Unidos. O álbum está na lista dos 200 álbuns definitivos no Rock and Roll Hall of Fame.
O baixista Leon Wilkeson deixou a banda durante as primeiras sessões de gravação do álbum, participando apenas de duas faixas. O guitarrista do Strawberry Alarm Clock, Ed King, foi convidado para gravar o baixo no resto das músicas, uma vez que elas já haviam sido compostas por Wilkeson e estavam prontas para serem gravadas. Ed King, entretanto, permaneceu tocando com a banda e acabou por tornar-se um membro efetivo, de modo que eles passaram a contar com três guitarristas em seus shows. Terminada a gravação do álbum, Wilkeson resolveu retornar à banda, chegando pouco antes da foto da capa ser tirada — assim, ele apareceu na capa do álbum e embarcou com a banda para a turnê.
Na capa, os membros da banda aparecem, da esquerda para a direita: Leon Wilkeson, Billy Powell, Ronnie Van Zant, Gary Rossington (sentado), Bob Burns, Allen Collins e Ed King. A foto foi tirada na rua principal da cidade de Jonesboro, coincidentemente a alguns metros, atrás do fotógrafo, de onde seria rodada a cena de filme onde Burt Reynolds e Jerry Reed carregam a cerveja Coors em Smokey and the Bandit, quatro anos depois.
O álbum foi relançado em 2001 com faixas bônus, incluindo demos originais de algumas das músicas.

## Recepção
| Críticas profissionais | Críticas profissionais |
| Avaliações da crítica  | Avaliações da crítica  |
| Fonte                  | Avaliação              |
| ---------------------- | ---------------------- |
| Allmusic               | [ 2 ]                  |
| Robert Christgau       | (A)                    |

Em 2003, o álbum alcançou a 403ª posição na Lista dos 500 melhores álbuns de sempre da revista Rolling Stone. Foram vendidas mais de duas milhões de cópias em todo mundo.

## Faixas
| Lado A         |                     |                                  |         |  |
| N.º            | Título              | Compositor(es)                   | Duração |  |
| 1.             | "I Ain't the One"   | Gary Rossington, Ronnie Van Zant | 3:53    |  |
| 2.             | "Tuesday's Gone"    | Allen Collins, Rossington, Zant  | 7:32    |  |
| 3.             | "Gimme Three Steps" | Collins, Zant                    | 4:30    |  |
| 4.             | "Simple Man"        | Rossington, Zant                 | 5:57    |  |
| Duração total: | Duração total:      | Duração total:                   | 21:52   |  |

| Lado B         |                   |                            |         |  |
| N.º            | Título            | Compositor(es)             | Duração |  |
| 5.             | "Things Goin' On" | Rossington, Zant           | 5:00    |  |
| 6.             | "Mississippi Kid" | Al Kooper, Zant, Bob Burns | 3:56    |  |
| 7.             | "Poison Whiskey"  | Ed King, Zant              | 3:13    |  |
| 8.             | "Free Bird"       | Collins, Zant              | 9:08    |  |
| Duração total: | Duração total:    | Duração total:             | 21:27   |  |

| Bônus de 2001 |                            |                           |         |  |
| N.º           | Título                     | Compositor(es)            | Duração |  |
| 9.            | "Mr. Banker" (demo)        | Rossington, Zant, King    | 5:23    |  |
| 10.           | "Down South Jukin'" (demo) | Rossington, Zant          | 2:57    |  |
| 11.           | "Tuesday's Gone" (demo)    | Rossington, Collins, Zant | 7:56    |  |
| 12.           | "Gimme Three Steps" (demo) | Collins, Zant             | 5:20    |  |
| 13.           | "Free Bird" (demo)         | Collins, Zant             | 11:09   |  |

## Pessoal
Musical
- Ronnie Van Zant - vocais príncipais, letras
- Gary Rossington - Guitarra Solo em "tuesday's gone", "gimme three steps", "simple man", "things goin' on" e "poison whiskey" Slide Guitar em "free bird".
- Allen Collins - Guitarra Solo em "i ain't the one", "simple man" e "free bird".
- Ed King - Baixo, exceto em "tuesday's gone" e "mississippi kid" Guitarra solo em "mississippi kid".
- Billy Powell - Teclados
- Bob Burns - Bateria
- Leon Wilkeson - Baixo em "tuesday's gone" e "mississippi kid".

Adicional
- Al Kooper (Roosevelt Gook) - baixo, mellotron e hârmonica on "Tuesday's Gone", mandolim e bumbo em "Mississippi Kid", orgão em "Simple Man", "Poison Whiskey" e "Free Bird", mellotron em "Free Bird"
- Robert Nix - bateria em "Tuesday's Gone"
- Bobbye Hall - percussão em "Gimme Three Steps" e "Things Goin' On"
- Steve Katz - harmonica em "Mississippi Kid"

Técnicos
- Al Kooper - Produção, engenharia
- Bobby Langford - Engenharia
- Rodney Mills - Engenharia
- Thomas Hill - Fotografia
- Michael Diehl - Design
- Hideki Masubuchi - Encarte
- Chihiro Nozaki - Coordenação de arte
- Kenji Saiki - Coordenação de arte